# Bifora
Bifora es género cosmopolita de plantas con tres especies incluidas en la familia Apiaceae. Comprende 4 especies descritas y de estas, solo 3 aceptadas.

## Descripción
Son hierbas anuales. Hojas 2 pinnatisectas. Inflorescencias generalmente con brácteas y bracteolas. Sépalos ausentes. Pétalos ligeramente emarginados, con ápice inflexo, blancos. Frutos dídimos, con mericarpos subglobosos, rugosos en toda su superficie, con pico corto, unidos por una zona comisural pequeña; costillas no apreciables incluso en sección transversal; vitas no aparentes. Endospermo cóncavo.

## Taxonomía
El género fue descrito por Georg Franz Hoffmann y publicado en Genera Plantarum Umbelliferarum xxxiv, 191. 1816.  La especie tipo es: Bifora dicocca Hoffm. 

## Especies
A continuación se brinda un listado de las especies del género Bifora aceptadas hasta julio de 2013, ordenadas alfabéticamente. Para cada una se indica el nombre binomial seguido del autor, abreviado según las convenciones y usos.
- Bifora americana
- Bifora radians
- Bifora testiculata